# Daniel Ruiz Rivera
Daniel Felipe Ruiz Rivera, mais conhecido como Daniel Ruiz Rivera ou simplesmente Daniel Ruiz (Bogotá, 30 de julho de 2001), é um futebolista colombiano que atua como ponta-esquerda e meia-esquerda. Atualmente joga no Millonarios.

## Carreira

### Antecedentes
Nascido em Bogotá, Colômbia, Daniel Ruiz começou sua carreira em um time local chamado CD Dinhos, antes de ingressar nas categorias de base do Deportivo Cali em 2016. Depois de dois anos jogando pelas categorias de base do time, foi transferido para o Fortaleza CEIF.

### Fortaleza CEIF
Daniel Ruiz fez sua estreia profissional com o Fortaleza CEIF em 7 de outubro de 2018, jogando os últimos quatro minutos em um empate fora de casa por 1 a 1 contra o Deportes Quindío, pela Categoria Primera B; foi sua única atuação na temporada. Posteriormente, ele começou a jogar com mais regularidade pela equipe, tornando-se titular nos estágios finais da temporada de 2020 e marcando seu primeiro gol em 14 de novembro daquele ano, em um empate em 1 a 1 com o Llaneros.

### Millonarios

#### 2021
Em 30 de dezembro de 2020, Daniel Ruiz foi anunciado pelo Millonarios como novo jogador do time, por um contrato de empréstimo por um ano com opção de compra.
Estreou pelo clube em uma partida em casa contra o Envigado, jogando os minutos finais da vitória por 1 a 0. Estreou como titular na vitória por 2 a 0 sobre o Alianza Petrolera, jogando todo o primeiro tempo do jogo. Ele marcou seu primeiro gol pelo Millonarios em 20 de junho de 2021 na final do Torneo Apertura contra o Tolima aos 23 minutos, que terminou em uma derrota em casa por 2 a 1.
Em 12 de setembro de 2021, fez sua primeira dobradinha como profissional na vitória fora de casa por 4 a 3 sobre o Atlético Bucaramanga, sendo também eleito o melhor da partida. Devido ao seu bom desempenho, Millonarios adquiriu 80% de seu passe no valor de 350.000 de dólares.

#### 2022
Em fevereiro de 2022, foi destacado por James Rodríguez, referência da Seleção Colombiana:
Seu primeiro gol do ano foi marcado na rodada 7 do Torneio Apertura 2022, contra o Águilas Doradas. Voltaria a marcar na rodada 11 do campeonato, desta vez de pênalti, dando ao Millonarios a vitória por 1 a 0 contra o Once Caldas. O terceiro gol do ano foi marcado, de pênalti, contra o América de Cali, na rodada 14. Seu último gol do primeiro semestre seria marcado contra o Atlético Nacional na rodada 2 dos quadrangulares da semifinal da Liga 2022, encerrando assim seu primeiro semestre com 4 gols e 3 assistências.
No dia 16 de julho, marcou o primeiro gol do segundo semestre, contra o Atlético Nacional. Pela Copa Colômbia de 2022, ele marcou o segundo gol da vitória final por 3 a 0 sobre o Jaguares de Córdoba, no jogo de ida das oitavas de final.
Voltou a marcar no dia 28 de agosto, desta vez na vitória fora de casa sobre o Cortuluá por 4 a 1. Na ocasião, Ruiz marcaria o que viria a ser registrado como o segundo mais rápido na história do Millonarios, marcando 11 segundos após o início de jogo, 1 segundo a mais que o gol marcado por Ayron del Valle contra o América de Cali.

### Santos
Em 7 de fevereiro de 2023, Daniel Ruiz foi transferido para o clube brasileiro Santos, após fechar um contrato de empréstimo até o final do ano com opção de compra. Fez sua estreia no time no dia 16 de fevereiro, entrando como substituto de Sandry em um empate fora de casa por 1 a 1 com o Santo André, pelo Campeonato Paulista de 2023.
No entanto, Daniel Ruiz não conseguiu ter uma boa sequência no Santos. Foram 19 aparições, duas assistências e nenhum gol. No dia 4 de julho de 2023, Daniel Ruiz foi afastado do elenco profissional pelo técnico Paulo Turra por opção técnica.

### Retorno ao Millonarios
Em 27 de julho de 2023, foi decidida a devolução de Daniel Ruiz ao Millonarios.

## Seleção Colombiana
Depois de representar a Seleção Colombiana Sub-20 em um amistoso em 2021, Ruiz foi convocado pela primeira vez para a seleção profissional em 18 de janeiro de 2023, para um amistoso contra os Estados Unidos. Ele fez sua estreia internacional completa dez dias depois, substituindo Dylan Borrero no empate em 0 a 0 no Dignity Health Sports Park em Carson, Califórnia.

## Estatísticas
Atualizado até 28 de julho de 2023.

### Clubes
| Equipe            | Temporada         | Campeonato nacional | Campeonato nacional | Campeonato nacional | Copa nacional[a] | Copa nacional[a] | Copa nacional[a] | Competições continentais[b] | Competições continentais[b] | Competições continentais[b] | Outros torneios[c] | Outros torneios[c] | Outros torneios[c] | Total | Total | Total   |
| Equipe            | Temporada         | Jogos               | Gols                | Assist.             | Jogos            | Gols             | Assist.          | Jogos                       | Gols                        | Assist.                     | Jogos              | Gols               | Assist.            | Jogos | Gols  | Assist. |
| ----------------- | ----------------- | ------------------- | ------------------- | ------------------- | ---------------- | ---------------- | ---------------- | --------------------------- | --------------------------- | --------------------------- | ------------------ | ------------------ | ------------------ | ----- | ----- | ------- |
| Fortaleza CEIF    | 2018              | 1                   | 0                   | 0                   | —                | —                | —                | —                           | —                           | —                           | —                  | —                  | —                  | 1     | 0     | 0       |
| Fortaleza CEIF    | 2019              | 6                   | 0                   | 0                   | 4                | 0                | 0                | —                           | —                           | —                           | —                  | —                  | —                  | 10    | 0     | 0       |
| Fortaleza CEIF    | 2020              | 16                  | 1                   | 0                   | 4                | 0                | 0                | —                           | —                           | —                           | —                  | —                  | —                  | 20    | 1     | 0       |
| Fortaleza CEIF    | Total             | 23                  | 1                   | 0                   | 8                | 0                | 0                | 0                           | 0                           | 0                           | 0                  | 0                  | 0                  | 31    | 1     | 0       |
| Millonarios       | 2021              | 44                  | 4                   | 7                   | 1                | 0                | 0                | —                           | —                           | —                           | —                  | —                  | —                  | 45    | 4     | 7       |
| Millonarios       | 2022              | 48                  | 7                   | 4                   | 7                | 2                | 0                | 2                           | 0                           | 1                           | —                  | —                  | —                  | 57    | 9     | 5       |
| Millonarios       | Total             | 92                  | 11                  | 11                  | 8                | 2                | 0                | 2                           | 0                           | 1                           | 0                  | 0                  | 0                  | 102   | 13    | 12      |
| Santos            | 2023              | 9                   | 0                   | 0                   | 3                | 0                | 0                | 4                           | 0                           | 2                           | 3                  | 0                  | 0                  | 19    | 0     | 2       |
| Santos            | Total             | 9                   | 0                   | 0                   | 3                | 0                | 0                | 4                           | 0                           | 2                           | 3                  | 0                  | 0                  | 19    | 0     | 2       |
| Total na carreira | Total na carreira | 124                 | 12                  | 11                  | 19               | 2                | 0                | 6                           | 0                           | 3                           | 3                  | 0                  | 0                  | 152   | 14    | 14      |

- a. ^ Jogos da Copa Colômbia e da Copa do Brasil
- b. ^ Jogos da Copa Libertadores da América e da Copa Sul-Americana
- c. ^ Jogos de outros torneios